# مسابقات جهانی ژیمناستیک هنری ۱۹۳۸
مسابقات جهانی ژیمناستیک هنری ۱۹۳۸ یازدهمین دوره مسابقات جهانی ژیمناستیک هنری است که در پراگ، چکسلواکی از ۳۰ ژوئن تا ۱ ژوئیه ۱۹۳۸ میلادی برگزار شده است.

## جدول مدال‌ها
| رتبه | کشور                             | طلا | نقره | برنز | مجموع |
| ۱    | چکسلواکی                         | ۱۱  | ۶    | ۲    | ۱۹    |
| ۲    | سوئیس                            | ۴   | ۳    | ۵    | ۱۲    |
| ۳    | جمهوری فدرال سوسیالیستی یوگسلاوی | ۰   | ۱    | ۲    | ۳     |
| ۴    | لهستان                           | ۰   | ۰    | ۱    | ۱     |